# Basheer Saeed
Basheer Saeed (en árabe: بشير سعيد، من مواليد‎; Abu Dhabi, Emiratos Árabes Unidos; 27 de junio de 1981) es un exfutbolista de los Emiratos Árabes Unidos que jugaba en la posición de defensa.

## Carrera

### Club
| Periodo   | Club           |
| --------- | -------------- |
| 1998-2011 | Al-Wahda FC    |
| 2012–2015 | Al-Ahli FC     |
| 2015–2017 | Al-Jazira Club |
| 2017–2018 | Al Urooba Club |

### Selección nacional
Jugó para Emiratos Árabes Unidos en 57 ocasiones de 2002 a 2012 y anotó cinco goles; participó en dos ediciones de la Copa Asiática.

## Logros
- UAE Pro League (6): 1998–99, 2000–01, 2004–05, 2009–10, 2013-14, 2016-17
- Copa Presidente de Emiratos Árabes Unidos (4): 1999-2000, 2012-13, 2015-16
- Supercopa de los Emiratos Árabes Unidos (4): 2002, 2011, 2013, 2014
- Copa Federación de los Emiratos Árabes Unidos (1): 2001
- Copa de Liga de los Emiratos Árabes Unidos (1): 2013-14
- Copa de la UAEFA (1): 2001

## Estadísticas

### Goles con selección nacional
| # | Fecha     | Sede                                                          | Rival           | Marcador | Resultado | Torneo                                               |
| - | --------- | ------------------------------------------------------------- | --------------- | -------- | --------- | ---------------------------------------------------- |
| 1 | 20-1-2007 | Mohammed Bin Zayed Stadium, Abu Dhabi, Emiratos Árabes Unidos | Yemen           | 2-0      | 2-1       | 2007 Gulf Cup of Nations                             |
| 2 | 8-10-2007 | National Stadium, Hanói, Vietnam                              | Vietnam         | 1-0      | 1-0       | Clasificación para la Copa Mundial de Fútbol de 2010 |
| 3 | 6-9-2008  | Mohammed Bin Zayed Stadium, Abu Dhabi, Emiratos Árabes Unidos | Corea del Norte | 1-2      | 1-2       | Clasificación para la Copa Mundial de Fútbol de 2010 |
| 4 | 29-2-2012 | Al-Nahyan Stadium, Abu Dhabi, Emiratos Árabes Unidos          | Líbano          | 1-0      | 4-2       | Clasificación para la Copa Mundial de Fútbol de 2014 |
| 5 | 29-2-2012 | Al-Nahyan Stadium, Abu Dhabi, Emiratos Árabes Unidos          | Líbano          | 4-2      | 4-2       | Clasificación para la Copa Mundial de Fútbol de 2014 |